# Drag Noa
Drag Noa, nombre artístico de Norma Ruiz, es una drag queen española. En 2008 se convirtió en la primera mujer en competir en la Gala Drag Queen de Las Palmas de Gran Canaria.

## Carrera
Noa compitió por primera vez como drag queen en 2008 en la Gala Drag Queen de Las Palmas de Gran Canaria, lo que la convirtió en la primera mujer en hacerlo, llamando así la atención de varios medios de la prensa nacional. Ese mismo año, pese a la reacción misógina de algunos seguidores del espectáculo e incluso algunos medios de comunicación, Noa se posicionó como finalista de la competición.
En 2014, en la ya mencionada gala, Noa se posicionó como segunda finalista, haciéndose con el tercer puesto de la competición, con su espectáculo "Hollyboop, mon amour".
En 2018 se proclamó vencedora de la Gala Drag del Carnaval Encantado Arrecife con el espectáculo "¡¡¡Arriba Mari … neros!!!", con diseños de Manuel Encinoso y Begoña Pérez.
En 2019 se posicionó una vez más como primera finalista de la Gala Drag de La Palma, siendo superada solo por Drag Chuchi.
El 25 de junio de 2023 actuó junto a Vanessa Artiles y Drag Eiko en el espectáculo de cierre de la Feria del Libro de la Palma de Gran Canaria.